# Westertoegang (brug)
De Westertoegang of Westertoegangsbrug is een vaste brug in Amsterdam-Centrum. De brug is gelegen in de De Ruijterkade en voert over de Westertoegang, haar naamgever.
De geschiedenis van de brug loopt gelijk op met die van die van het Centraal Station Amsterdam. In de loop der jaren zijn er flink veel aanpassingen verricht als gevolg van wijzigingen van inzicht in de verkeersstromen. De belangrijkste wijziging vond plaats in 1962, toen hier net het Havengebouw was geopend (1960). Het verkeer nam almaar toe en er moest in plaats van een draaibrug met beperkte verkeerscapaciteit een veel bredere brug komen dan die er toen lag. De verantwoordelijke man voor de bruggen was destijds Dick Slebos van Publieke Werken. Hij ontwierp een zeer brede brug. De betonnen brug had gescheiden rijbanen met van noord aan zuid:
- voetpad richting west
- twee rijbanen richting west
- een brede “vluchtheuvel” met doorkijk naar het water van de Westertoegang
- drie rijbanen richting Centraal Station
- voetpad richting Centraal Station.

Inrichting van het terrein zou rond de 1,9 miljoen gulden kosten. Werkzaamheden werden keer op keer uitgesteld vanwege een bestedingsstop, die opgelegd werd door het Rijk. Pas eind 1966 werd besloten de zandvlakte verder te gaan gebruiken voor aanleg van brug en wegen. Echt vlotten wilde het niet, pas rond september 1969 kon deze nieuwe brug geopend worden. Een groot probleem bij de bouw van de brug was dat veel aandacht besteed moest worden aan het complex aan de andere kant van het Centraal Station. Aan de westzijde lag vervolgens een brede brug die als een soort trechter overging in De Ruyterkade achter het Centraal Station, een verbreding van die De Ruyterkade bleef ook weer lange tijd uit. Een aantal van de bruggen ontworpen door Slebos verdween weer in de loop van de jaren, ook al weer als gevolg van wijziging in het verkeersbeleid. Ook deze brug van Slebos verdween. In 2004 werd de brug met pijlers en al afgebroken om plaats te maken voor een nieuwe brug. Ook deze brug moest breed worden want er kwam een verkeersafslag op de brug. Van noord naar zuid lag er vervolgens:
- een breed voetpad
- twee rijbanen richting west
- een brede vluchtheuvel, verhoogd verdrijfvlak dan wel wegscheiding
- een rijbaan richting Centraal Station
- een afslag naar zuid
- voetpad

Voor doorgaand voetgangers- en fietsverkeer kreeg de brug assistentie van twee nieuwe bruggen.
Ook na oplevering van die brug bleef de gemeente Amsterdam sleutelen aan de verkeersstromen alhier; de weg naar de Westerdoksdijk en Van Diemenstraat werd opnieuw ingericht, waarbij de brug 147 vermoedelijk ook weer aangepast moet worden.

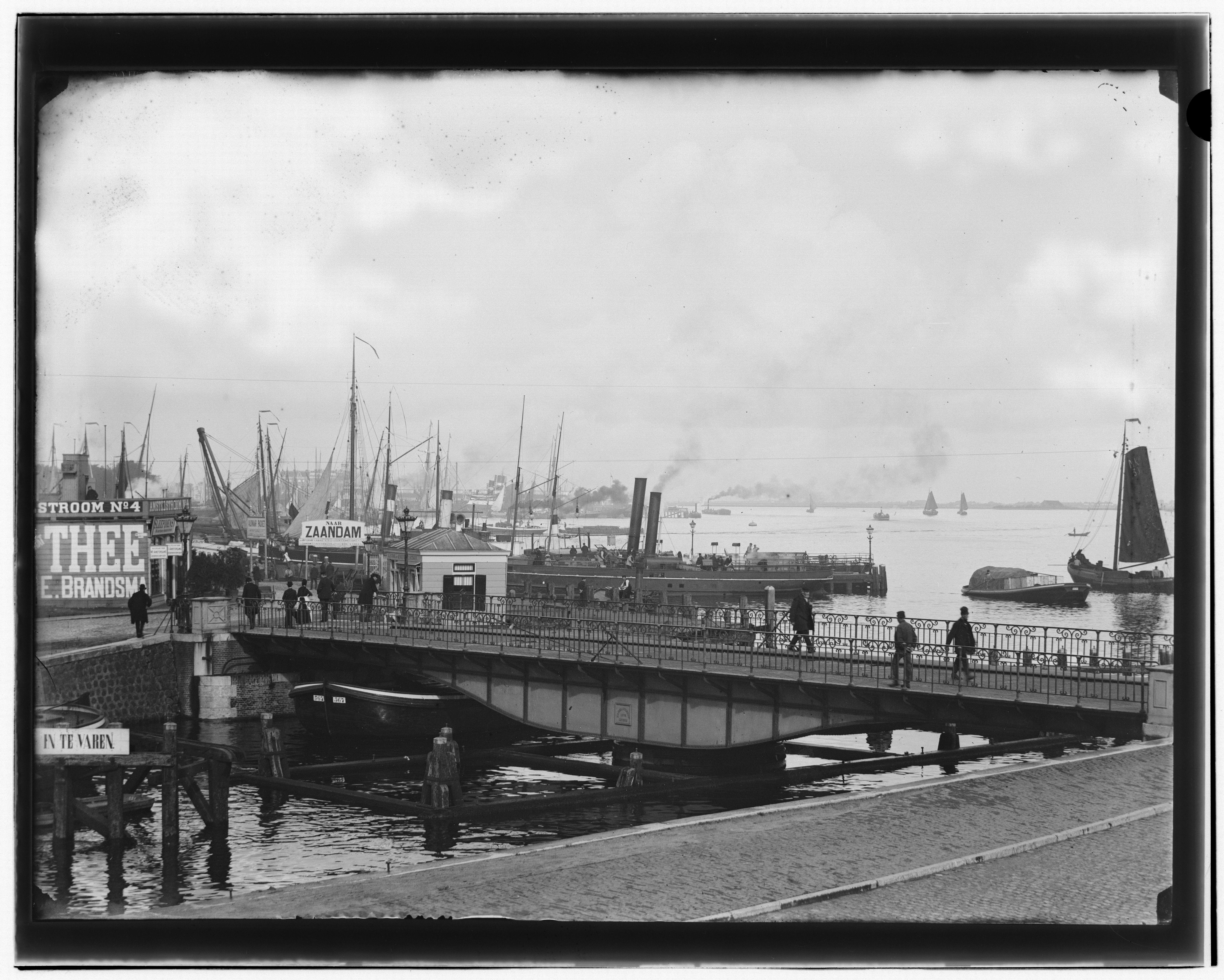
De oude draaibrug vastgelegd door Jacob Olie in 1892
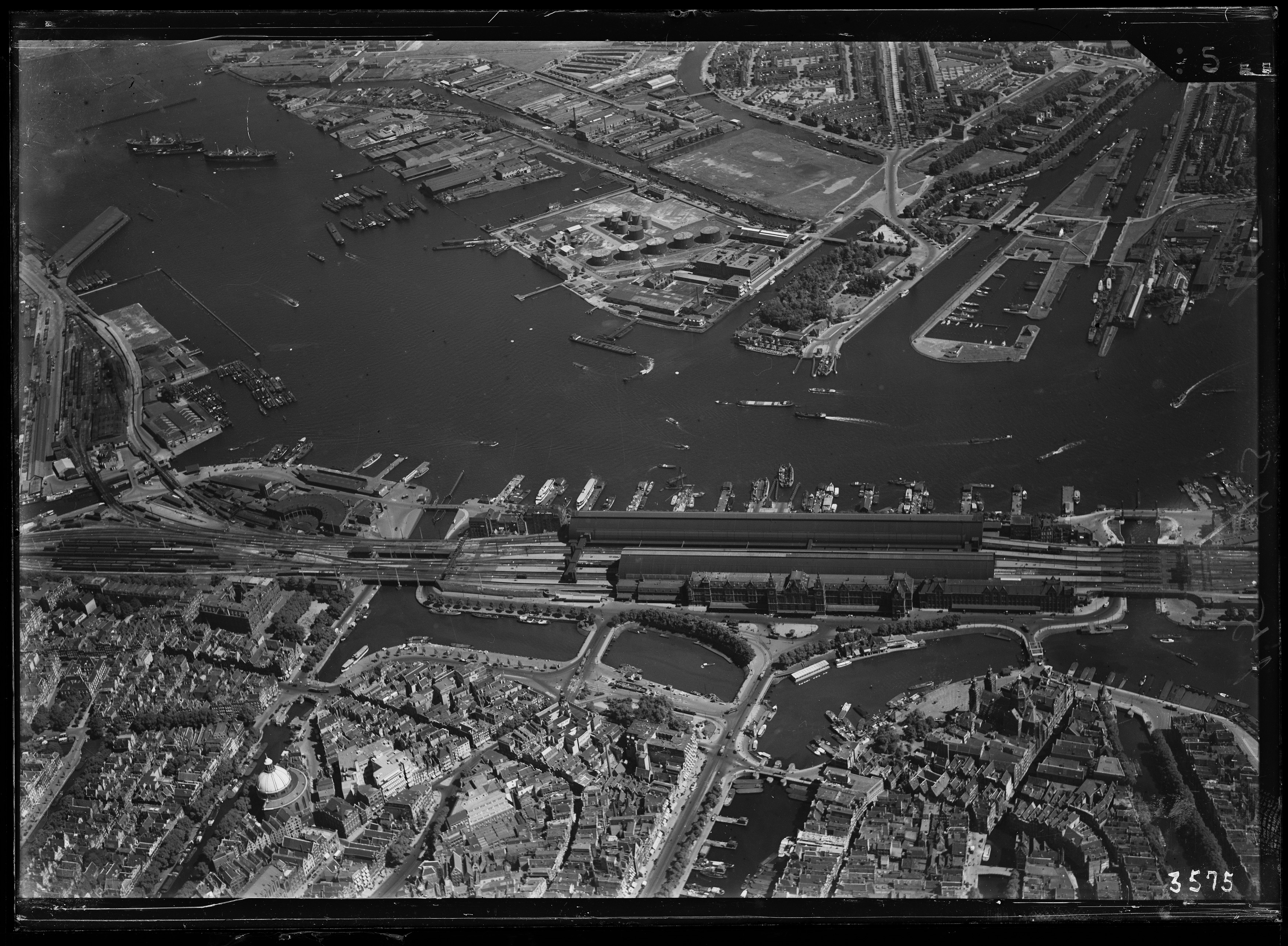
Situatie tussen 1920-1940; brug 147 links boven het Centraal Station
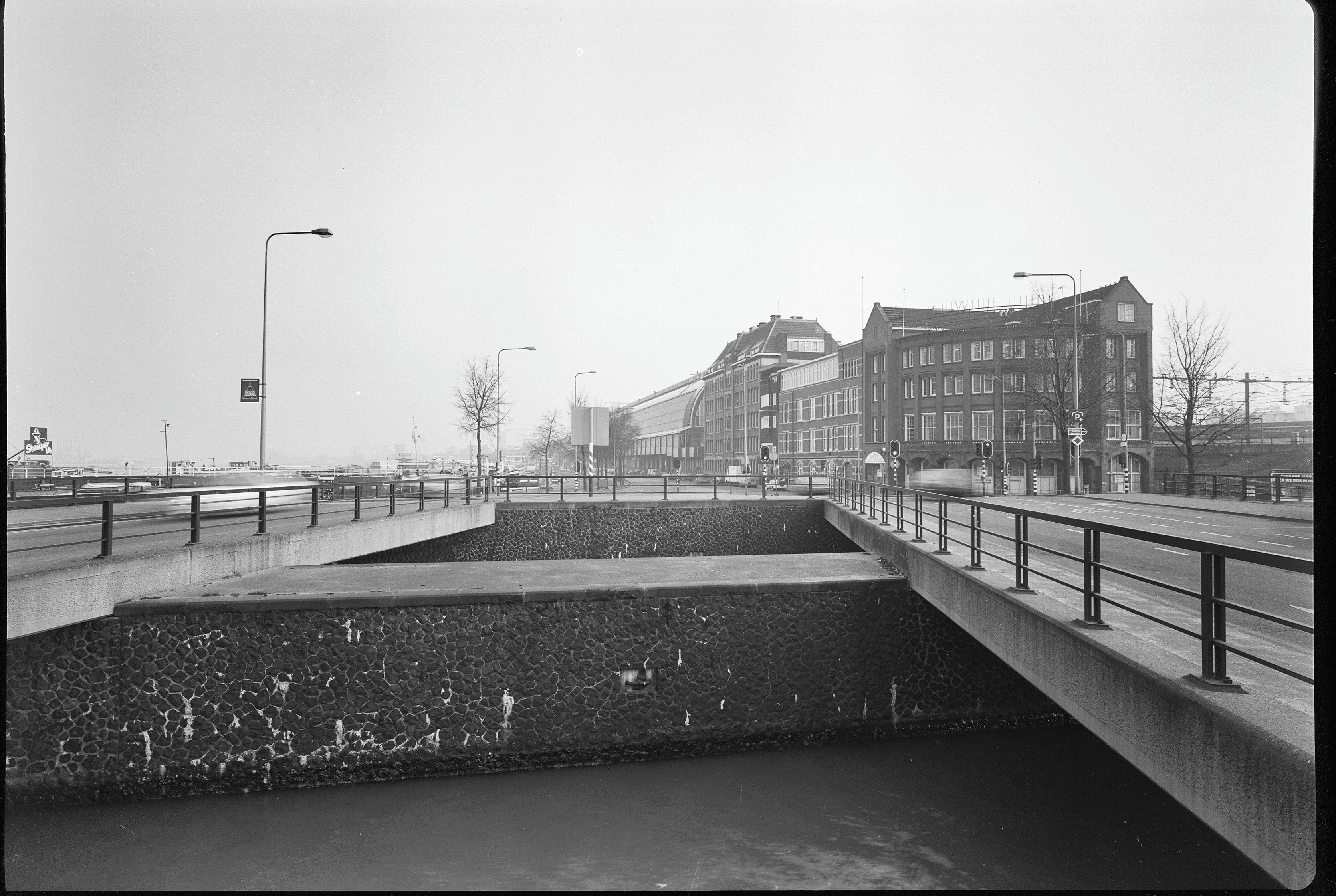
De brug van Slebos in 1991

<<< · 100 · 101 · 102 · 103 ·  105 · 106 · 107 · 108 · 109 ·  110 · 111 · 112 · 113 · 114 · 115 · 116 · 117 · 118 · 119 · 120 · 121 · 122 · 123 · 124 · 125 · 126 · 127 · 128 · 129 · 130 · 131 · 132 · 135 · 136 · 137 · 138 · 139 · 140 · 141 · 142 · 143 · 144 · 145 · 146 · 147 · 148 · 149 ·  150 · 151 · 152 · 155 · 156 · 159 · 160 · 161 · 162 · 163 · 164 · 165 · 166 · 167 · 168 · 169 ·  170 · 171 · 172 · 173 · 174 · 175 · 176 · 177 · 178 · 179 · 180 · 181 · 182 · 183 · 184 · 185 · 186 · 187 · 189 · 190 · 191 · 192 · 193 · 194 · 195 · 196 · 198 · 199 · >>>
Brugnummers 104, 133, 134, 153, 154, 157, 158, 188 en 197 zijn niet (meer) in gebruik.